# 女囚701号/さそり
『女囚701号/さそり』（じょしゅうななまるいちごう/さそり）は、1972年（昭和47年）8月25日公開の日本映画である。東映製作。女囚さそりシリーズの第1作目である。

## 概要
本作は、刑務所を舞台に女囚の松島ナミが、周りの人間から受ける暴行などに耐えて脱走を試み、過去に自身を裏切った男たちに復讐しようとする内容となっている。
作中では殺人のほか陵辱、リンチなどの凄惨なシーンが含まれている。

## ストーリー
女子刑務所から女囚の松島ナミが逃走したことを知らせるサイレンが鳴り響き、郷田は看守たちにナミを捕まえるように命じる。ナミは3年前、刑事で恋人だった杉見の出世の道具として利用され、彼が裏で繋がっていたヤクザ組織の男たちにレイプされてしまう。そして自分を裏切った杉見を警察署の前で襲撃、包丁で刺そうとしたナミは、そのまま警官に取り押さえられ逮捕、投獄されるのだった。脱走を図ったナミだったが、後から追ってきた看守に捕まり刑務所で地獄のような体験をする…。
懲罰房に入れられたナミは配膳係である班長グループの女囚から嫌がらせを受けたり、看守たちに目をつけられてリンチを受けるがこれらの苦痛にも耐え抜く。数日後、ようやく懲罰房から出され、嫉妬、欲望とバイオレンス渦巻く雑居房でナミは虎視眈々と復讐に燃える。ナミは他の女囚集団と対立する一方で味方も居る事に気づく。それは仲間の由起子と、ナミより後に入った新入りの梨恵だった。その頃ナミの脱走未遂の話を聞いた杉見は、裏で繋がりのあるヤクザと会い「いつか脱走して自分たちに復讐するつもりだ」と身の危険を感じる。
後日、班長グループと一般女囚が起こしたトラブルにより、郷田が全女囚に空き地の土を掘る・埋めるのを繰り返すという強制労働を命じる。その時こっそり現れた杉見が知り合いの女囚・片桐を呼び寄せてナミの暗殺を命じ、2人の様子を見ていた梨恵は、片桐の行動に注意した方がいいとナミに忠告する。その後長時間に渡る強制労働でついに女囚たちの不満が爆発して暴動を起こし、彼女たちはスコップで数人の看守を襲って銃を奪う。その時、ナミを狙う1丁の銃に気づいた由起子は彼女を庇って被弾し、撃ったのは片桐だと血文字でナミに伝えた後息を引き取る。
その後女囚たちは刑務所の倉庫に数人の看守を人質に取ってバリケードを築いて立てこもるが、この状況でまたしても片桐がナミを暗殺しようとする。すんでの所で梨恵に助けられたナミは片桐を脅すと、ナミの暗殺は杉見の命令によるものと自白したため改めて彼への恨みを募らせる。その後看守たちがなだれ込むが、ナミは床に撒いた灯油に火をつけて火事を起こし、周りが避難で大混乱する中脱走に成功し郷田を悔しがらせる。後日、全身黒い服に身を包んだナミは3年前に暮らしていた街に現れ、恨みを持った男たち一人一人に復讐していく。

## スタッフ
- 企画：吉峰甲子夫
- 原作：篠原とおる
- 脚本：神波史男、松田寛夫
- 撮影：仲沢半次郎
- 録音：広上益弘
- 照明：川崎保之丞
- 美術：桑名忠之
- 音楽：菊池俊輔
- 編集：田中修
- 助監督：小平裕
- 記録：山内康代
- スチール：遠藤努
- 擬斗：日尾孝司
- 進行主任：入葉一男
- 装置：石井正男
- 装飾：神谷浩幸
- 美粧：須々木善二郎
- 美容：花沢久子
- 衣装：内山三七子
- 演技事務：山田光男
- 現像：東映化学
- 監督：伊藤俊也

## キャスト
松島ナミ（囚人番号は701号）
演 - 梶芽衣子
一般女囚。刑務所では周りから『マツ』と呼ばれている。3年前までは平凡な女性だったが、逮捕後は冷たい鋭い目と少ない口数、及び強い精神力で刑務所生活を送る。かなりの忍耐力があり弱音を吐かないその態度から女囚や看守の大多数から敵視されている。刑務所では数少ない味方のユキ、梨恵とお互いに気丈に支え合っている。自身の恋人だった杉見に対しては、愛していた分だけ裏切られた恨みは凄まじく、復讐心に燃える。

### ナミが恨みを持つ相手
杉見次雄
演 - 夏八木勲
警視庁の刑事。ナミの元恋人。かなり自己中心的で狡猾な性格で自分の利益のためなら利用できるものは何でも利用する。3年前に麻薬取締法違反でヤクザ組織の数人の組員を逮捕するという手柄を立てて出世コースに乗る。ただし、この逮捕では組員に婦女暴行の罪も被せるため、予めナミが襲われるのを予想して組織が経営するクラブに彼女を侵入させている。3年前の裏切り行為直後、包丁を持ったナミに襲われている。
海津敏
演 - 伊達三郎
海津興行の社長。3年前に杉見と裏取引をして組織の邪魔な連中を麻薬取締法違反とナミへの婦女暴行で追いやり、その後自身は現在の地位を得る。3年前にナミが逮捕された時に自身と杉見が裏取引したことを彼女が一切喋らなかったことから、法の裁きではなく彼女自身の手で復讐するつもりかもしれないと怯えている。
竹中
演 - 日尾孝司
海津の幹部。クラブに潜入したナミを警察のスパイと知って強姦する。後に脱獄したナミに回転扉で殺害される。
保利
演 - 藤山浩二
海津の幹部。クラブに潜入したナミを警察のスパイと知って強姦する。後に脱獄したナミに立体駐車場で殺害される。

### 一般女囚たち
木田由起子
演 - 渡辺やよい
ナミの味方の1人。ナミからは『ユキ』と呼ばれている。冒頭ではナミと2人で脱獄を図るも失敗。ナミとは、身振り手振りや目の表情で意思疎通を図っているが、言葉は話せないものの作中の味噌汁をかけられるシーンでは声を出している。ナミとは互いに心が通じ合う姉妹のような間柄でお互いに気にかけている。
進藤梨恵
演 - 扇ひろ子
ナミの味方の1人。班長グループを恐れることなく彼女たちと張り合う。壺振り(詳しくは丁半を参照)の経験が豊富でイカサマを見抜くのも得意。またとっさの判断力や観察力に優れており、ケンカも強い。ナミと似たような一匹狼的な行動をすることが多いが、彼女とは違い看守から睨まれてはおらず一般女囚からも一目置かれた存在。
大塚
演 - 根岸明美
一般女囚のリーダー的存在。政木たちと丁半遊びをするがこれまでに班長グループに貸しがあり、賭けるものがなくて困る。暴動のシーンでは、自身がリーダーとなり看守から奪ったライフル銃を手に、女囚たちと団結して郷田たちに対抗する。
鬼頭
演 - 片山由美子
作中でナミが独房に2度目に入れられた時に、同じ房に収監された新人の女囚。前科5犯。レズビアンらしき人物。初対面ながらナミに親しげに接するが実の正体は所長の郷田がナミの秘密を探る為に潜入させた着任したばかりの女看守である。

### 班長グループの女囚たち
片桐
演 - 横山リエ
班長グループのリーダー。5人いる班長クラスの女囚の統率し、一般女囚たちを従わせる。過去に海津の所で違法薬物の運び屋をしていたことがあるため彼とは顔なじみ。日頃からナミのことを良く思っておらずその後杉見から暗殺を命じられて、事あるごとに彼女に危害を加える機会をうかがう。
井棟
演 - 三戸部スエ
独房に入ったナミとユキの食事の配膳係を任されている。ただしナミとユキの食事を地面に撒いて犬のように食べることを命令したり、味噌汁を体にかけるなどの嫌がらせを行う。
政木
演 - 三原葉子
作業時間中にもかかわらず(看守がいないのか裏で便宜を図ってもらったのかは不明)、仕事をサボって数人の女囚たちで丁半遊びをする。その後ある一般女囚を貶めようとするが逆にナミにしてやられる。

### 刑務所の主な看守たち
郷田毅
演 - 渡辺文雄
所長。女囚たちを厳しく管理し、従わせるためには暴力も辞さない。国から囚人を預かるという責務に誇りを持っているが、実直な性格ではなく強い隠蔽体質を持つ。刑務所内で起こる騒動やトラブルは全てナミが裏で手を引いていると疑い、色々な手を使って彼女に自白させようとする。
沖崎
演 - 室田日出男
看守長。刑務所内で郷田の次に権力を持つ人物。郷田の命令を他の看守たちに伝えて指示したり、女囚たちの日常の行動に目を光らせて指導する。メガネを掛けている。懲罰房に入ったナミに他の看守と共にリンチにかける。
古谷
演 - 堀田真三
副看守長。沖崎と共に刑務所内で暮らす女囚たちに厳しく対応する。サングラスをかけて、口ひげを生やしている。ライフル銃の扱いに長けており、女囚たちが逃げ出したり暴動を起こした時に使用している。
曽我
演 - 沼田曜一
“閻魔落とし”でナミをいたぶる看守。ナミへの執拗ないたぶりに怒りをこみ上げた木田にシャベルで頭を殴られて死亡。これが暴動のきっかけとなる。
別荘番
演 - 加村赳雄
海津の子飼い。松島ナミの動静を逐一報告する。
人質になる看守
演 - 小林稔侍、たこ八郎、三重街恒二
暴動を起こした女囚たちの人質になり、強引に体の関係を持たれてしまう(逆レイプのような状態になっている)。

### その他の主な人たち
手下
演 - 土山登士幸、畑中猛重、城春樹
根元
演 - 国景子
森川
演 - 城恵美
土橋
演 - 小林千枝
竜野
演 - 由貴リエ
自慢の巨乳で人質の看守の一人(たこ八郎)を押し倒す。
小岩
演 - 織田英子
高木
演 - 園かおる
小沢
演 - 山本緑
警視庁巡査
演 - 木村修、山浦栄、五野上力
その他の女囚たち
演 - 谷本小代子、伊藤慶子、小甲登枝恵、竹村清女、八百原寿子、立花リリ、橘すみえ、章文栄、渡辺ゆき、吉田まゆみ、続圭子、河野ミサ、愛田ジュン
その他の看守たち
看守
演 - 久野四郎、山田甲一、高月忠、佐川二郎、清水照夫、溝口久夫

## 作中の刑務所について
女囚たちは、数十人いる一般女囚と、選ばれた数人だけの女囚(班長グループと呼ばれている)の2つに分類されている。囚人服は一般女囚が青系の服に対し、班長たちはオレンジ色のものを着用して区別されている。
作中の刑務所では、所長の郷田を頂点に看守のリーダー、サブリーダー、その他の看守と主従関係にある。さらに看守の下に女囚の班長たち、その下に一般女囚たちという序列構造になっている。
ただし、一般女囚がいつも班長グループに従うということはなく反抗的な態度を取ることもある。ちなみに班長の女囚が一般女囚に降格することもある。

## 興行
1972年のお盆映画だった高倉健主演・降旗康男監督の『新網走番外地 嵐呼ぶダンプ仁義』が予想外に不入りで、直後に公開された本作が大ヒットし、不況下の邦画にあって珍しく一週間ロングラン上映された。「網走番外地シリーズ」といえば長く東映の屋台骨を支えた東映最大のヒットシリーズ。期待の四番バッターが三振して、ピンチヒッターがホームランを打ったようなものだった。しかし東映幹部は手放しでは喜べない。本作の監督・伊藤俊也は東映労組の闘士で、組合活動に熱心なあまり、時限ストなどで撮影日程を三ヵ月もオーバーさせていた。製作中に東映幹部は「第二作は作らせるわけにはいかん」と激怒していた曰くつき作品で、しかも内容もかなり反体制的。東映の主流であるヤクザ路線を外れた作品が大ヒットしたことは、新しい鉱脈を発見したといえるが、痛し痒しの結果となった。

## 同時上映
- 『まむしの兄弟 傷害恐喝十八犯』
  - 主演：菅原文太／監督：中島貞夫／脚本：佐治乾
蘇武路夫